# Volkan Kahraman
Volkan Kahraman (Wenen, 10 oktober 1979 – aldaar, 8 februari 2023) was een Oostenrijks-Turks voetballer die als middenvelder speelde. Hij speelde in 2002 drie wedstrijden voor het Oostenrijks voetbalelftal.

## Clubcarrière
Kahraman viel op bij de schoolcompetitie in Wenen en kwam in de jeugdopleiding van Austria Wien. In 1995 werd hij door Feyenoord aangetrokken. Op 16 november 1997 maakte Kahraman zijn debuut voor Feyenoord in de Eredivisie als invaller na 79 minuten voor Pablo Sánchez in de uitwedstrijd tegen De Graafschap (0-0). Dit bleef zijn enige wedstrijd voor Feyenoord en van januari 1998 tot medio 2000 werd hij verhuurd aan stadgenoot SBV Excelsior dat in de Eerste divisie speelde. In 2000 werd hij verkocht aan Trabzonspor, een transfer waarvoor Feyenoord uiteindelijk naar de FIFA moest om de afkoopsom te krijgen. Daar kwam hij niet bij het eerste team waarna hij in februari 2001 verhuurd werd aan Erzurumspor waarmee hij uit de Süper Lig degradeerde. Na afloop van het seizoen werd zijn contract bij Trabzonspor ontbonden. 
Terug in Oostenrijk kende Kahraman tussen 2001 en 2003 een sterke periode bij SV PlusCity Pasching. Hij werd in januari 2003 door zijn jeugdclub Austria Wien gecontracteerd waarmee hij direct landskampioen werd en de beker won. Hij kwam echter niet veel aan spelen toe. In de zomer van 2003 ging Kahraman op huurbasis naar SV Wüstenrot Salzburg waarna hij in januari 2004 verkocht werd aan het Griekse Skoda Xanthi uitkomend in de Alpha Ethniki. In januari 2005 ging Kahraman voor LASK Linz in de Erste Liga spelen en in de zomer van dat jaar keerde hij terug op het hoogste niveau bij Pasching, spelend als FC Superfund. In januari 2006 ging hij echter terug naar LASK waarmee hij tweede werd in de Erste Liga. Hij kampte steeds meer met blessures en speelde vervolgens nog voor ASK Schwadorf (2006/07), SC Eisenstadt (2007 op huurbasis) en First Vienna FC (2007/08) op het derde niveau in de Regionalliga Ost, voor  Favoritner AC (2008/09,  Wiener Stadtliga 4e niveau) en sloot in 2010 af bij UFC Purbach (Burgenlandliga, 4e niveau). In 2008 was Kahraman medeoprichter van amateurclub Besiktas Wien waarvoor hij, na een onderbreking, tussen 2011 en 2014 nog zou spelen.

## Interlandcarrière
Na eerder voor Oostenrijkse jeugdselecties gespeelde te hebben, kwam Kahraman in 2002 onder bondscoach Hans Krankl bij het Oostenrijks voetbalelftal. Hij maakte op 21 augustus 2002 zijn debuut in een vriendschappelijke wedstrijd in en tegen Zwitserland (3-2 nederlaag) als invaller na 73 minuten voor Roland Linz. Bij de volgende serie EK-kwalificatie wedstrijden in september en oktober was hij bankzitter tegen Moldavië (7 september, 2-0 overwinning) en Nederland (16 oktober, 0-3 nederlaag) en speelde hij de hele wedstrijd tegen Wit-Rusland (12 oktober, 0-2 overwinning). Het vriendschappelijke duel tegen Noorwegen op 20 november 2002 (0-1 nederlaag) waarin hij na 77 minuten gewisseld werd voor Muhammet Akagündüz was zijn laatste interland.

## Trainersloopbaan
Vanaf 2008 trainde Kahraman jeugdteams bij Besiktas Wien. In oktober en november 2011 fungeerde hij als interim-trainer bij 1. Simmeringer SC. Daarna was hij tot medio 2012 hoofdtrainer van het eerste team van Besiktas Wien. Kahraman keerde terug bij Simmering als technisch-directeur en trainer in het seizoen 2012/13. Vervolgens trainde hij wederom Besiktas Wien. Van eind 2014 tot in maart 2015 vervulde hij de dubbelfunctie technisch-directeur en trainer bij FC Sturm 19 St. Pölten. Vanaf medio 2015 is hij technisch-directeur bij FC Karabakh Wien waar hij vanaf 2016 ook trainer was. In maart 2018 ging Kahraman weg bij Karabakh. Hij bleef als directeur spelersbeleid en / of trainer actief in de lagere reeksen van het Weense amateurvoetbal. Hij was als laatste tussen 2019 en 2022 actief bij SC Ostbahn XI.

## Persoonlijk
In 2006 werd hij via het blad Voetbal International samen met Daniël Rijaard, Damien Hertog en Geert den Ouden genoemd rondom een vermeende omkoopzaak in Nederland waar geen bewijs van werd geleverd en geen zaak van werd gemaakt.
Kahraman werd in 2015 voor Gemeinsam für Wien (GfW), een Turks georiënteerde politieke partij opgericht vanuit de Unie van Turkse Democraten (UETD) en de AKP, verkozen in de raad van het Weense stadsbezirk Simmering. In 2016 stapte hij over naar ÖVP Wien en behield zijn zetel. Bij de Oostenrijkse parlementsverkiezingen 2017 stond Kahraman op de kandidatenlijst van de ÖVP.
Op 8 februari 2023 werd Kahraman op straat in Wenen-Simmering na een ruzie voor een café doodgeschoten. Zijn belager, een bekende met wie hij daarvoor in het café was, pleegde vervolgens zelfmoord.